# سیارک ۸۲۶۱
سیارک ۸۲۶۱ (به انگلیسی: 8261 Ceciliejulie، نامگذاری:1985RD) هشت هزار و دویست و شصت و یکمین سیارک کشف شده‌است که در ۱۱ سپتامبر ۱۹۸۵ کشف شد.